# 宝塚南口駅
宝塚南口駅（たからづかみなみぐちえき）は、兵庫県宝塚市梅野町にある、阪急電鉄今津線の駅。駅番号はHK-28。

## 概要
当駅からはは終日運行される西宮北口 - 宝塚の普通列車のほか、平日朝ラッシュ時に運転される神戸線経由大阪梅田ゆき準急も設定されている（今津線内西宮北口を除き各駅停車）。
なお当駅の正式な駅名の「塚」の表記は市名と同じ「塚」である。

## 歴史
- 1921年（大正10年）9月2日：阪神急行電鉄（現在の阪急電鉄）西宝線の宝塚駅 - 西宮北口駅間開通と同時に開業[3]。
- 1926年（大正15年）12月18日：西宝線が今津線に改称[3]。
- 1969年（昭和44年）6月21日：高架化工事起工。
- 1971年（昭和46年）3月20日：高架化[2]。
- 2013年（平成25年）12月21日：駅ナンバリング(HK-28)が導入される[4][5]。
- 2020年（令和2年）：宝塚ホテル移転に伴い、副駅名がなくなる。

## 駅構造
相対式ホーム2面2線を有する高架駅。駅前再開発により高架駅とされた。分岐器や絶対信号機を持たないため、停留所に分類される。改札口は2階に1か所あり、ホームは3階にある。
トイレは改札内にある。

### のりば
| 号線 | 路線    | 方向 | 行先                                         |
| ---- | ------- | ---- | -------------------------------------------- |
| 1    | ■今津線 | 下り | 宝塚・清荒神・中山観音・川西能勢口・箕面方面 |
| 2    | ■今津線 | 上り | 西宮北口・大阪・神戸・今津方面               |

一時期、宝塚駅高架化工事の関係で折り返し専用ホームが設けられていた名残から、ホーム（号線）番号の設定がある。
- 宝塚駅高架化工事の期間中、当駅 - 宝塚駅間は仮線用地が確保できなかったため単線とし、営業線の片側で高架化工事を実施していた。その期間中は西宮北口駅 - 当駅折り返しの列車を設定して列車本数を間引きした（日中以外は約半分が折り返し列車であった）。
- 当駅の宝塚側は武庫川の橋梁であるため渡り線は設置できず、西宮北口側に渡り線を設置した。渡り線は高架化工事竣工後に撤去され現存しない。
- 単線ずつ高架化したため、工期により1号線または2号線を、折り返し専用ホーム、上り下り共用ホームと入れ替えて運用を行っていた。当駅の折り返し用ホーム端（宝塚側）には車止めが設置されていた。
- 誤乗防止のため、当駅折り返し列車が設定されている間は反転フラップ式発車標が設置されており、この時の発車標にはホーム（号線）番号が表記されていた。

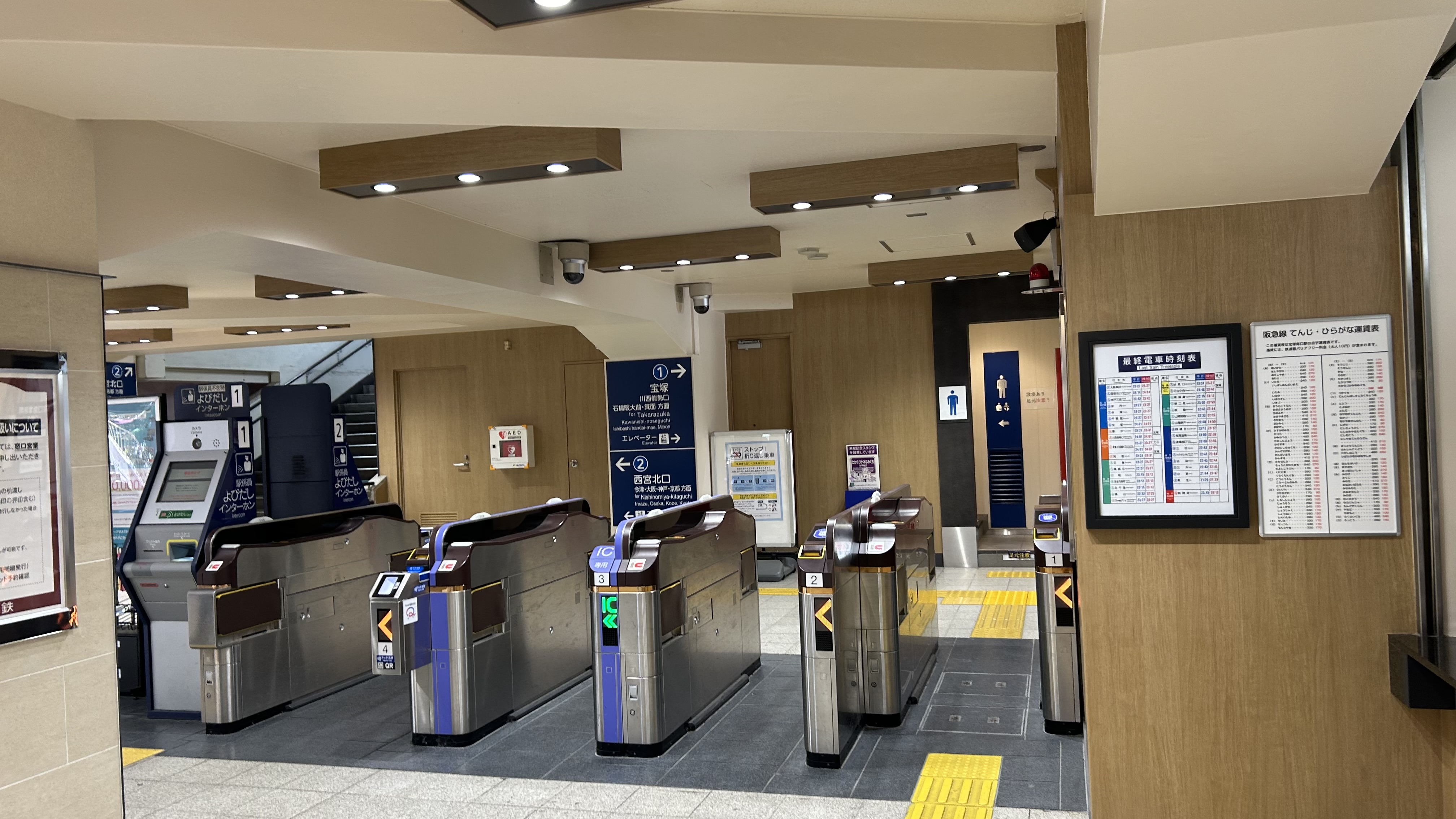
改札口
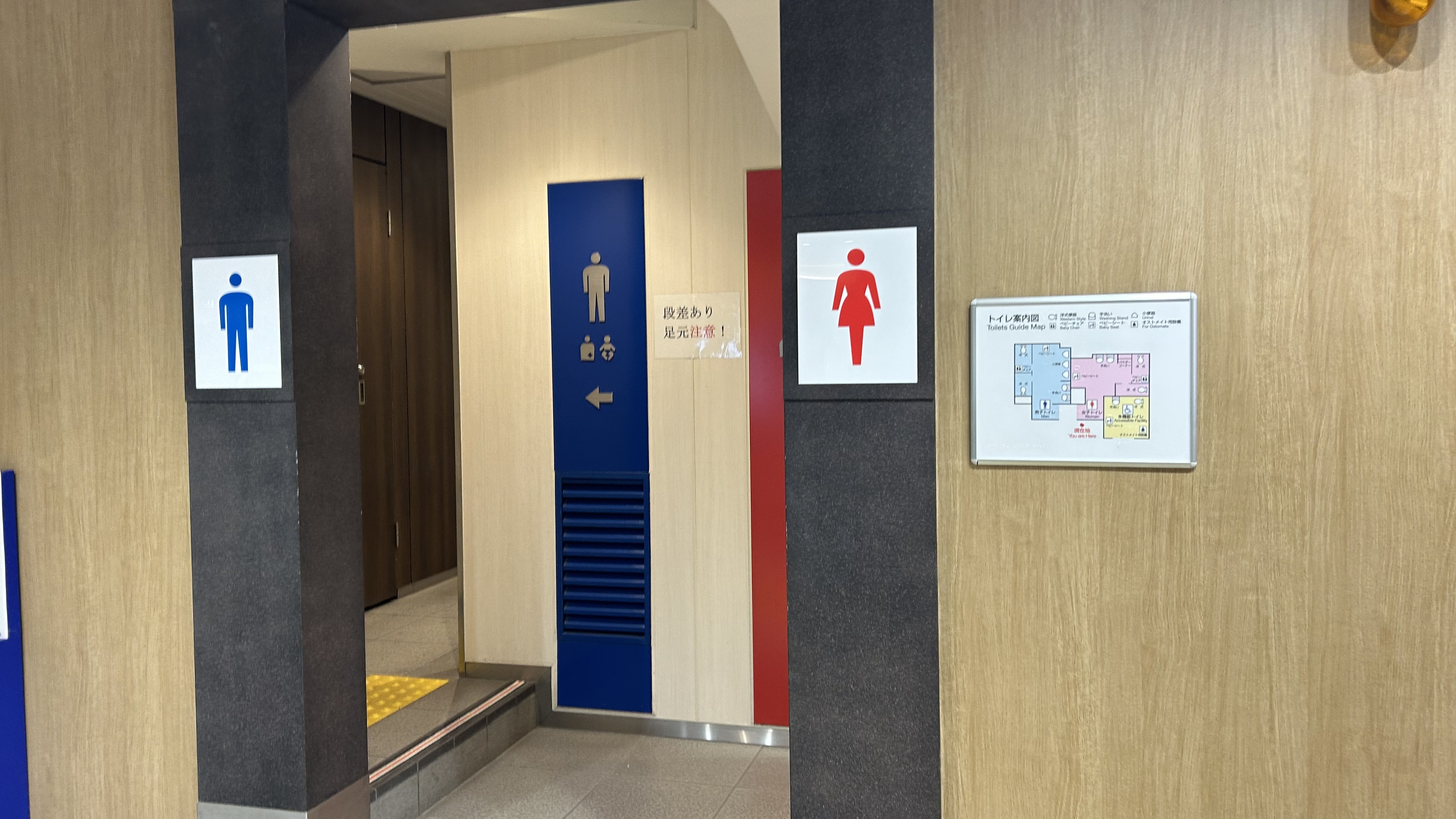
トイレ
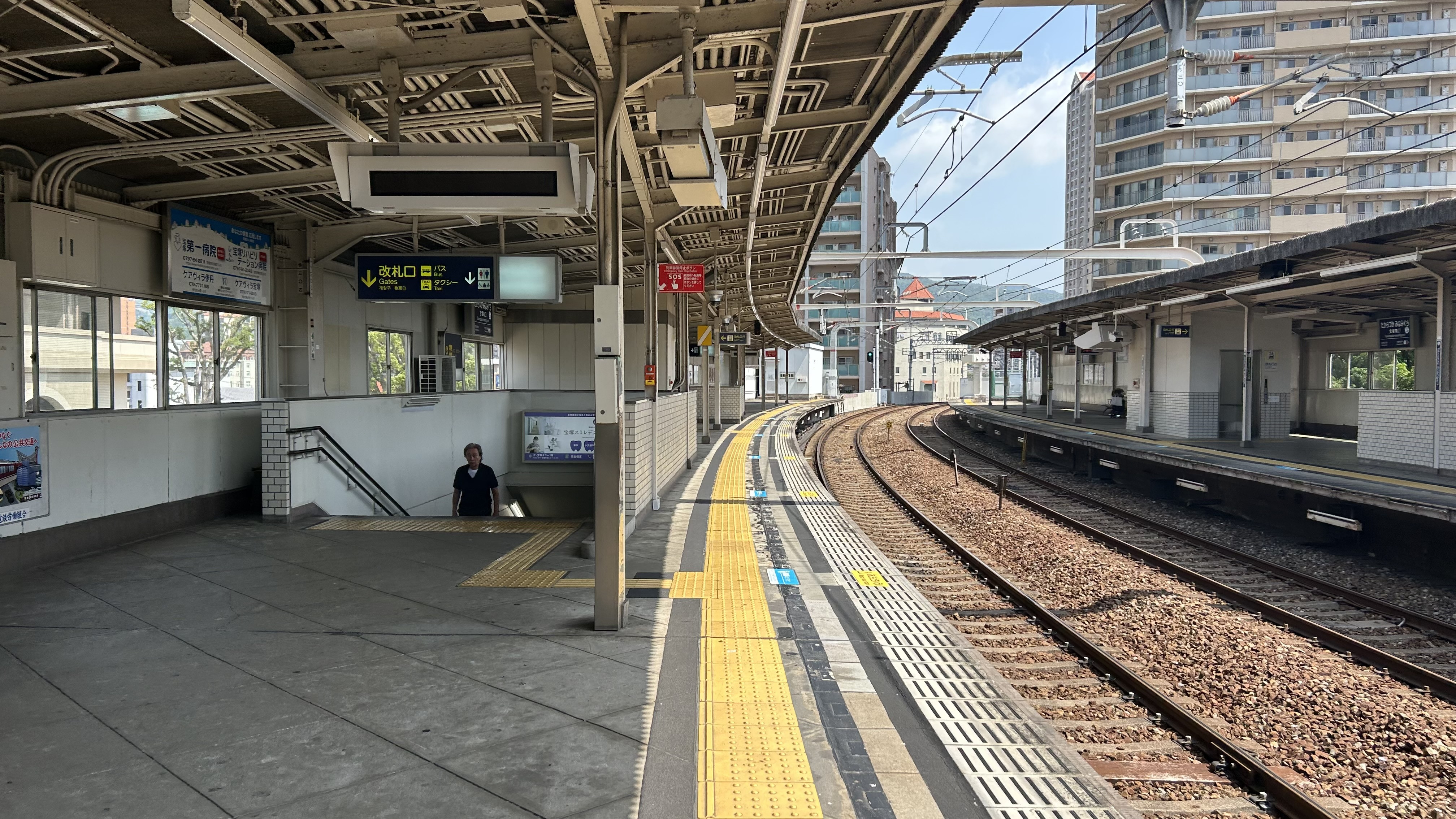
宝塚方面ホーム
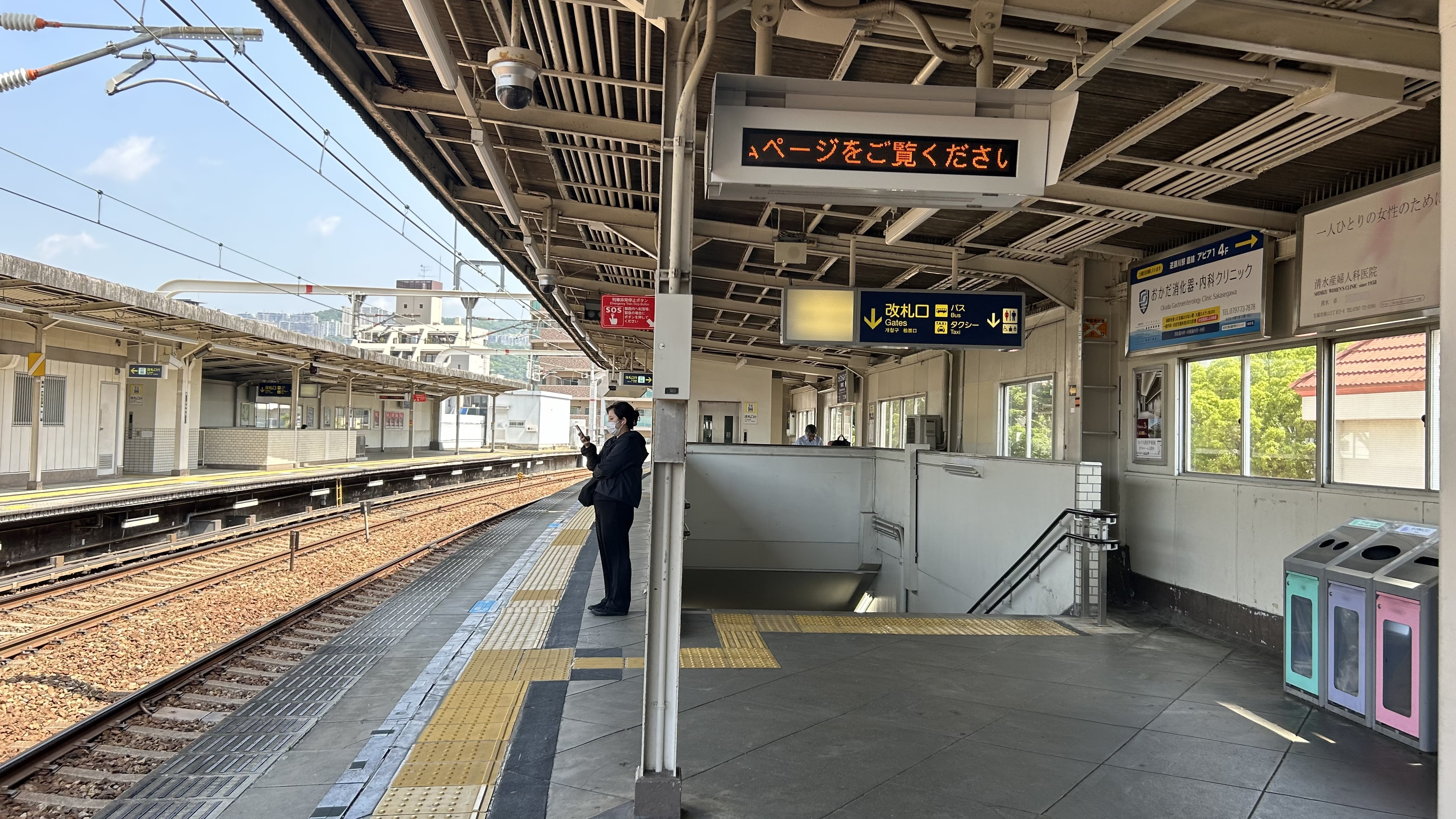
西宮北口方面ホーム
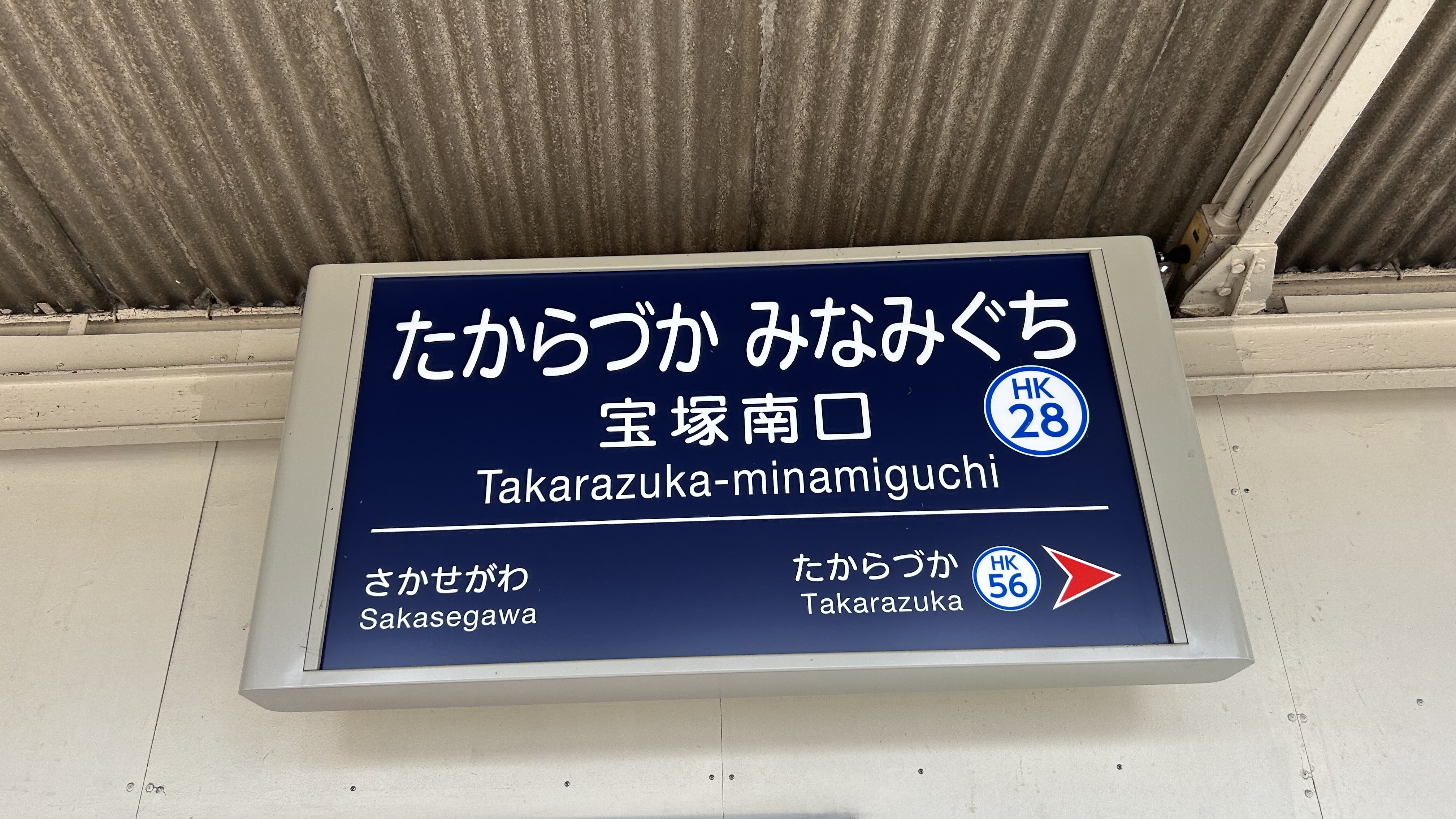
駅名標
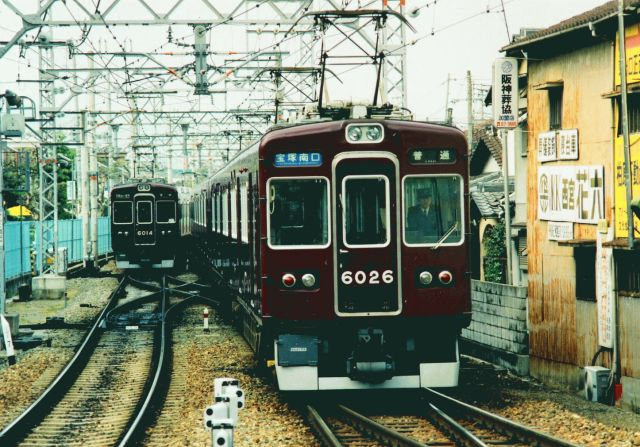
宝塚駅高架工事中に運転されていた、宝塚南口行き列車。宝塚行きと区別し誤乗車を防ぐため、行先表示幕は青地になっている

## 利用状況
2021年の通年平均の乗降人員は8,181人である。今津線の西宮北口駅以北（今津北線）では最も少ない。
各年度の特定日における1日の乗車・乗降人員推移は下表の通り。
| 年度               | 特定日   | 特定日   |
| 年度               | 乗降人員 | 乗車人員 |
| ------------------ | -------- | -------- |
| 1996年（平成08年） | 12,144   | 5,807    |
| 1997年（平成09年） | 11,916   | 5,722    |
| 1998年（平成10年） | 12,093   | 5,762    |
| 1999年（平成11年） | -        | -        |
| 2000年（平成12年） | 11,837   | 6,103    |
| 2001年（平成13年） | 11,156   | 5,551    |
| 2002年（平成14年） | 11,265   | 5,666    |
| 2003年（平成15年） | 10,276   | 5,077    |
| 2004年（平成16年） | 10,289   | 5,019    |
| 2005年（平成17年） | 10,800   | 5,187    |
| 2006年（平成18年） | 11,237   | 5,539    |
| 2007年（平成19年） | 10,517   | 5,223    |
| 2008年（平成20年） | 10,536   | 5,162    |
| 2009年（平成21年） | 10,907   | 5,509    |
| 2010年（平成22年） | 10,597   | 5,358    |
| 2011年（平成23年） | 11,078   | 5,678    |
| 2012年（平成24年） | 13,638   | 7,012    |
| 2013年（平成25年） | 12,378   | 6,153    |
| 2014年（平成26年） | 10,660   | 5,365    |
| 2015年（平成27年） | 12,297   | 6,130    |
| 2016年（平成28年） | 12,401   | 6,169    |
| 2017年（平成29年） | 12,406   | 6,167    |
| 2018年（平成30年） | 12,415   | 6,183    |
| 2019年（令和元年） | 12,769   | 6,328    |

## 駅周辺

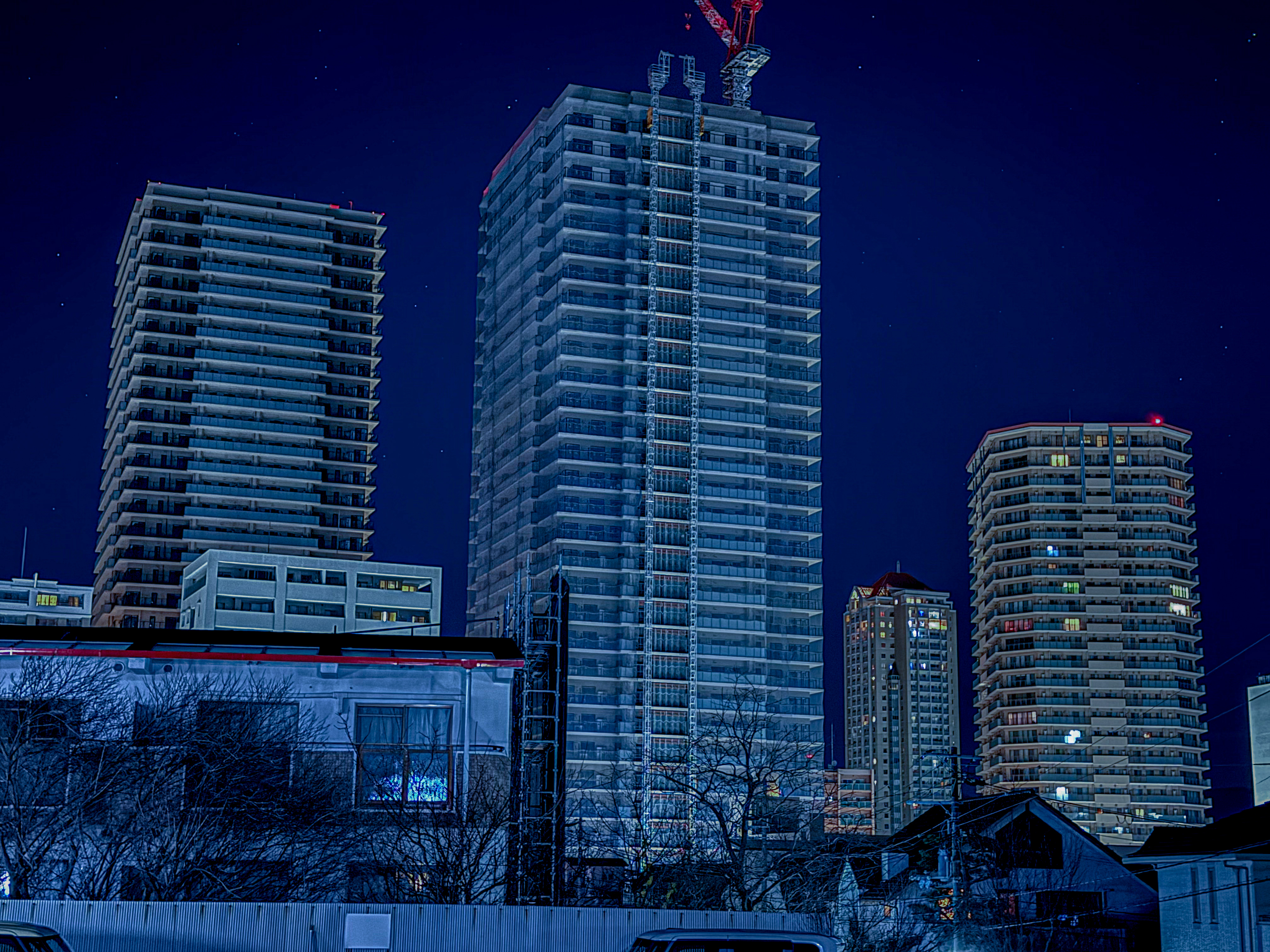
宝塚南口駅周辺

### サンビオラ
駅直結の再開発ビル 。主要テナントは以下の通り。
- 1番館
  - 阪急オアシス
- 2番館
  - ローソンストア100
  - 魚民
- 5番館
  - 宝塚市立地域利用施設南口会館

かつては3番館も存在していたが老朽化により2009年に取り壊され、跡地には超高層マンション「ザ・宝塚タワー」が建設された。

### その他
- 宝塚大劇場、宝塚バウホール（宝塚歌劇団）
- 宝塚音楽学校
- 宝塚市立手塚治虫記念館[2]
- 宝塚ガーデンフィールズ（宝塚ファミリーランド跡地）
- 関西学院初等部
- 宝塚南口郵便局
- 武庫川
- 宝塚大橋[2]
- カトリック宝塚教会
- 宝塚市立文化芸術センター

かつては日本を代表するクラシックホテルのひとつである「宝塚ホテル 」の最寄り駅であった。駅名標には副称として宝塚ホテル前と表記・放送されていたが、宝塚ホテルが宝塚駅に近接した位置への移転により副称は消され、車内放送でも言われなくなった。2025年現在、跡地には阪急阪神不動産主導のツインタワーマンション「ジオタワー宝塚グランレジス」が建設中である。

### バス路線
「阪急宝塚南口駅」バス停があり、阪急バスの路線が乗り入れる。2022年4月30日に「宝塚南口駅前」から改称。
- 181系統（宝塚すみれガ丘線）　すみれガ丘東 行（宝塚駅経由）
2022年4月現在、土曜・休日の夜に1本のみ運転。また、1月1日 - 3日は運休。

## 隣の駅
阪急電鉄
■今津線（今津北線）
■準急（大阪梅田行きのみ運転）・■普通
宝塚駅 (HK-56) - 宝塚南口駅 (HK-28) - 逆瀬川駅 (HK-27)